# Измерения во времени
«Измерения во времени» (Dimensions in Time) — два специальных минивыпуска, в которых показаны Джон Пертви, Том Бейкер, Питер Дэвисон, Колин Бейкер и Сильвестр Маккой в роли Докторов, а также Кейт О’Мара в роли Рани и множество спутников. Эпизоды были выпущены с 26 по 27 ноября 1993 года. Для изображения Первого и Второго Докторов были использованы клипы. В книге Первая Граница (англ. First Frontier) Доктор заявляет, что события этого спецвыпуска ему приснились.

## Содержание эпизодов
Эпизод 1
Около ТАРДИС Рани открывается временная воронка и она решает заточить в ней все инкарнации Докторов. В то же время Четвертый Доктор сообщает всем другим Докторам, что им грозит опасность, а также говорит, что Первый и Второй Доктор уже пойманы Рани и что она собирается всех их заточить навечно во временной ловушке в лондонском Ист-Энде.
Сбитая Рани ТАРДИС седьмого Доктора оказывается в «Катти Сарк» в 1973 году, но прежде чем Доктор и Эйс успевают что-либо понять, происходит временное смещение и Эйс находит себя в Альберт-Сквер в 1993 году с Шестым Доктором. Местный житель Санджай пытается продать Эйc новую одежду из своего стойла, и когда его жена Гита говорит Шестому Доктору, что это будет последним писком моды в 1994 году, снова происходит временное искажение.
Третий Доктор и Мел Буш появляются во время смещения. Когда являются Полина и Кэти, они говорят, что это 2013 и снова происходит искажение. Появляются Шестой Доктор, Сьюзен и Бригадир, но Сьюзен не понимает, что произошло с её «первым дедушкой». Происходит смещение и в 2013 году появляются Третий Доктор, Сара Джейн и Сьюзен. Все события, которые с ними происходили, начинают происходить с ними одновременно. Третий Доктор меняется на Пятого, они перемещаются в 1993, где вокруг них так же начинает происходить вся их история одновременно. Они бегут на улицу Королевы Виктории, где на них нападает Рани…
Эпизод 2
Пятый Доктор меняется на Третьего, а Рани берёт под контроль разум его спутницы — Лиз. Капитан Майк Йейтс из ЮНИТ приезжает за Доктором на его машине Бесси, увозя его к вертолёту, где его ждёт Бригадир. Третий Доктор меняется на Шестого.
1993 год. Романа ищет Доктора, но когда она проходит по улице Королевы Виктории, её схватывает Рани. Третий Доктор возвращается в ТАРДИС с Викторией и происходит временное смещение. Седьмой Доктор прибывает в 1993. К нему присоединяется Лила, сбежавшая из ТАРДИС Рани. Вместе с К-9 они изменяют систему Рани и её ТАРДИС падает во временную петлю, а инкарнации Первого и Второго Докторов освобождаются.

## Об эпизоде
- Это было последнее появление Джона Пертви в роли Третьего Доктора и Колина Бейкера в роли Шестого Доктора. Том Бейкер спустя много лет появился в одном коротком моменте спецвыпуска День Доктора, но в другой роли. После этого эпизода Седьмой Доктор появился только через три года, в фильме «Доктор Кто», Пятый Доктор появился в мини-эпизоде-спецвыпуске 2007 года Раскол во времени.
- Также это было финальное появление спутников Доктора из классических серий, кроме Сары Джейн Смит, которая появилась во втором и четвёртом сезонах уже возрождённого сериала.

## Производство
- Изначально у эпизодов было три варианта названия, но Девиду Родану удалось убедить продюсера Нейтана-Тёрнера не использовать ни один из вариантов, а дать эпизодам название «Измерения во времени».[источник не указан 3210 дней]
- Хотели в этом эпизоде показать и Далеков, но на их показ не хватило денежных средств, да и к тому же актёры и съёмочная группа работали бесплатно.[источник не указан 3210 дней]